# Piper bogotense
El cordoncillo (Piper bogotense) es una especie de árbol la familia Piperaceae, que se encuentra en Panamá, Colombia, Venezuela, Ecuador y Perú, a lo largo de los ríos y quebradas, entre los 1300 y 3200 m de altitud.

## Descripción
Alcanza entre 7 y 15 m de altura. El tronco, puede tener entre 15 y 30 cm de diámetro y es profundamente ramificado. Las ramas son color verde oscuro y presentan tricomas blancuzcos o amarillentos con glándulas marrón, con aroma anisado. Las hojas son de verde opaco en la haz y verde pálido en el envés, de 8 a 12 cm de longitud por 4 a 12 cm de ancho; con pecíolo de 2 a 6 cm de largo. Inflorescencias erectas o ascendentes; pedúnculo de 6 a 15 mm; espigas blancas en flor, verde opacas al fructificar, de 6 a 7,5 cm de longitud y 6 a 8 mm de diámetro; las flores densamente agrupadas sobre el raquis. Fruto globoso de 1,2 a 2 mm de largo, de color marrón al secar.

## Usos
La medicina tradicional le atribuye a las hojas en infusión propiedades hemostáticas y para aliviar afecciones renales y úlceras.